# Ángel Rosenblat

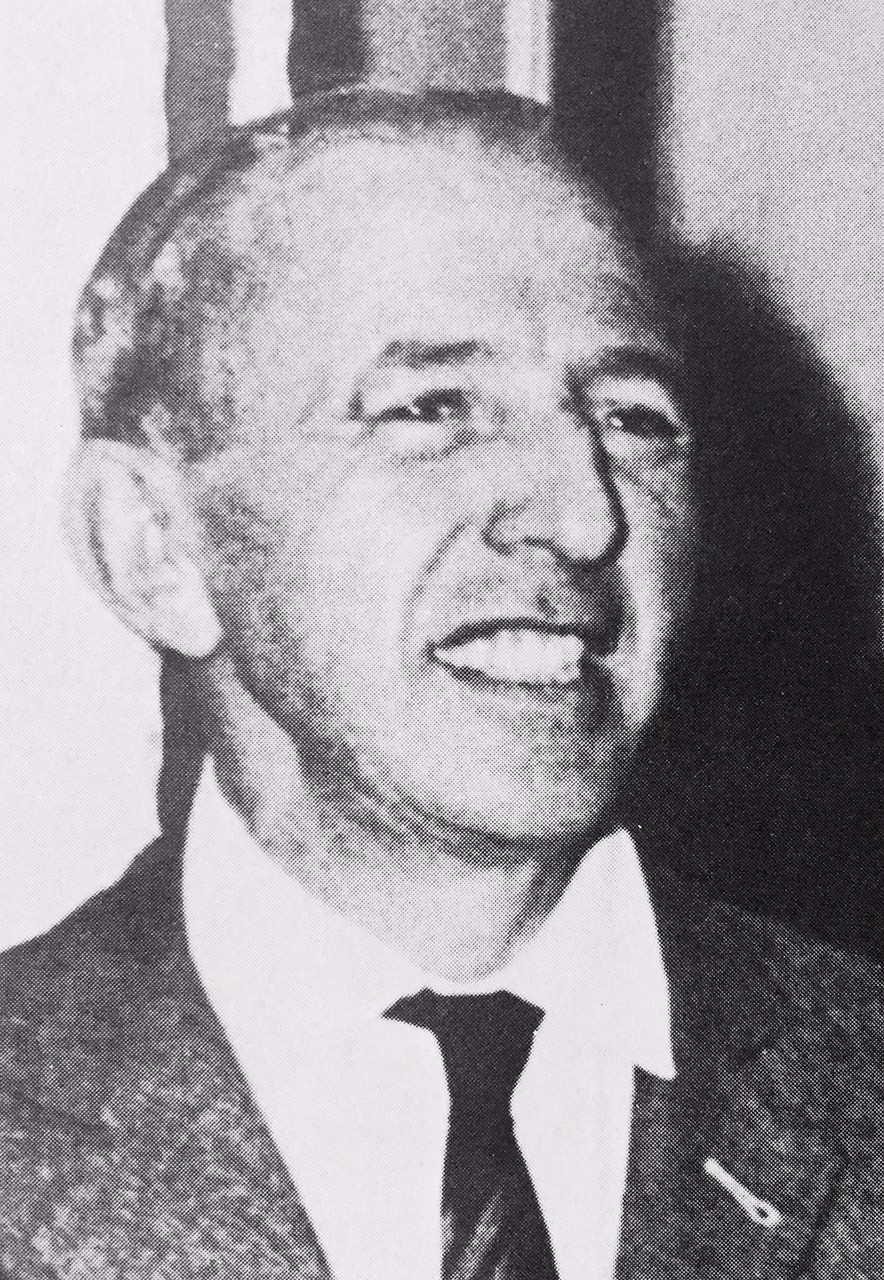

 Ángel Rosenblat (ur. 9 grudnia 1902 w Węgrowie, zm. 11 września 1984 w Caracas) - filolog i hispanista, założyciel i wieloletni dyrektor Instytutu Filologicznego „Andres Bello” (IFAB) na Centralnym Uniwersytecie Wenezueli.

## Wybrane publikacje
- La población indigena y el mestizaje en America vol.I i II, Editorial Nova, Buenos Aires, 1954
- Ortega y Gasset : lengua y estilo, Universidad Central de Venezuela, Facultad de Humanidades y Educación, Instituto de Filología Andrés Bello, Caracas, str.77, 1958
- Origen e historia del "Che" Argentino, Universidad de Buenos Aires, Buenos Aires, str.325 - 401, 1962
- Los Otomacos y Tapartitas de los Llanos de Venezuela, Imprenta Universitaria, Caracas, str. 227-377, 1964
- El pensamiento gramatical de Bello: homenaje a don Andrés Bello en el centenario de su muerte, Instituto Pedagógico, Centro de Estudios "Andrés Bello",Caracas, str.42, 1965
- La primera vision de America y otros estudios, Ministerio de Educación, Dirección Técnica, Departamento de Publicaciones, Caracas, str. 272, 1969
- Nuestra lengua en ambos mundo, Estella : Salvat Editores : Alianza Editorial, str. 202, 1971
- Temas navidenos, Monte Avila Editores, str. 52, 1973
- Los conquistadores y su lengua, Universidad Central de Venezuela, str.161, 1977